# Der Bauernrebell (Film)
Der Bauernrebell ist ein 1952 entstandenes, österreichisches Filmdrama aus dem Bauernmilieu zur Zeit des Tiroler Freiheitskampfes gegen Napoleon Bonaparte von Alfred Lehner mit Marianne Schönauer und Kurt Heintel in den Hauptrollen.

## Handlung
Im Jahre 1810, ganz Tirol ist in Aufruhr: Das Volk erhebt sich, um die Knechtschaft der napoleonischen Besatzer und Unterdrücker abzuschütteln. Vor diesem Hintergrund wird die Geschichte um den alten Bauern Sellrainer und seinen beiden Söhnen erzählt. Martin Sellrainer musste einst wegen Totschlags ins Gefängnis und kommt nun heim zu Hof und Herd. Doch der Alte grollt noch immer und ist bereit, Martin lediglich als einfachen Knecht wieder aufzunehmen. Auch zwischen Martin und seinem Bruder Stefan steht es nicht zum besten: die beiden sind große Rivalen um die Gunst der Traudi Grabner, die auf dem Sellrainer-Hof arbeitet. Eines Tages werden auch die Sellrainer-Brüder vom Nationalhelden Andreas Hofer zu den Waffen gerufen, um die Tiroler Heimaterde gegen die anrückenden Franzosen zu verteidigen …
Ehe er ins Feld zieht, gesteht Traudi Stefan, dass sie ihn liebt. Martin entscheidet daraufhin, dass er nicht mehr aus dem anstehenden Schlachtengetümmel heimkehren will. Doch tatsächlich überleben beide Brüder. Daheim hat sich mittlerweile einiges geändert: Die Franzosen haben einen neuen Bürgermeister bestimmt und eingesetzt, und ausgerechnet diesen erwischt Stefan beim Heudiebstahl. Es kommt zu einer handfesten Auseinandersetzung, bei der der Kollaborateur in einen Abgrund stürzt und umkommt. Obwohl es sich eher um einen Unfall infolge einer Abwehrmaßnahme Stefans gehandelt hat, wird dieser verhaftet und soll erschossen werden. Doch Martin zeigt jetzt Größe, nimmt die Schuld an sich und opfert sich für seinen Bruder. Die napoleonischen Besatzer füsilieren den Bauernsohn wegen Rebellion.

## Produktionsnotizen
Der Film entstand im Herbst 1952 im Ringfilm-Studio in Wien-Kalvarienberg sowie in Kufstein und den Tiroler Bergen (Außenaufnahmen). Die Uraufführung erfolgte am 16. Januar 1953 in der Tiroler Landeshauptstadt Innsbruck.
Regisseur Alfred Lehner übernahm auch die Produktionsleitung. Gustav Abel gestaltete die Filmbauten.

## Kritiken
Der Spiegel schrieb: „Ein trachtiger und bärtiger Streifen aus der Ära Andreas Hofers, in der die Tiroler gar nicht lustig sind, sondern mit Heugabeln, musealen Schießeisen und Morgensternen die photogenen heimatlichen Kulissen verteidigen. Im Vordergrund die erbarmenswert überdehnte Story eines braven Tiroler Buam (Kurt Heintel), der seine Zuchthausvergangenheit und die geliebte Frau des Bruders (Marianne Schönauer) nicht vergessen kann, bis er seine sentimentale tiroler Existenz mit freiwilligem Opfertod unter Osterglockengeläute sinnvoll beendet.“
Im Lexikon des Internationalen Films heißt es: „Ein Volksstück aus Österreich, schwach in Regie und Milieuzeichnung.“